# الغواصة الألمانية يو-806
غواصة يو-806 غواصة يو بوت ألمانية من الفئة التاسعة سي/40 بنيت لسلاح بحرية ألمانيا النازية كريغسمارينه، في أحواض بناء السفن والآلات الألمانية وسيبيمفيرت في بريمن خلال الحرب العالمية الثانية.